# الإعاقة وإعادة التأهيل
الإعاقة وإعادة التأهيل (Disability and Rehabilitation) هي مجلة طبية محكّمة تُعنى بجميع جوانب الإعاقة وطب التأهيل، بما في ذلك الجوانب العملية والسياسات المتعلقة بعملية إعادة التأهيل.
تُنشر المجلة من قبل مجموعة تايلور وفرانسيس، ويرأس تحريرها ديف مولر (من كلية سوفولك الجديدة). تأسست المجلة عام 1978، ويبلغ معامل تأثيرها لعام 2018 (2.054). وتصدر المجلة 26 مرة سنويًا.